# وثيقة تأمين مفتوح
وثيقة التأمين المفتوح هي وثيقة تلائم مجموعة كبيرة ومتنوعة من الأشياء. ووفقًا لقاموس ويبستر، فإنها "تغطي مجموعة أو فئة من الأشياء أو الممتلكات بدلاً من شيء واحد أو أكثر من الأمور المذكورة بشكل فردي، وذلك حيث يضمن قانون الرهن العديد من القروض كمجموعة، أو يُعرض مجموعة أو فئة من الممتلكات المختلفة لرهن عام واحد."